# Haverfordwest Castle
Haverfordwest Castle (walisisk: Castell Hwlffordd) er en borg, der ligger i centrum af Haverfordwest, Pembrokeshire, south Wales, på en naturlig højderyg.
Den blev etableret omkring 1120 af normannerne, men en stor del af den bevarede borg stammer fra 1290. Den var en vigtig engelsk fæstning i flere århundreder. I 1135-1136 angreb Gruffydd ap Rhys, prins af Deheubarth borgen uden held, og i 1405 formåede englænderne ligeledes at afværge Owain Glyndwrs tropper under glyndwroprøret.
Det er en listed building af første grad og et scheduled monument.
Knap 10 km mod nordøst ligger Wiston Castle og Pembroke Castleliggre ca. 19 km mod syd.